# 雪竇山

弥勒菩薩像

雪竇山（せっちょうざん）は、中国浙江省寧波市奉化区渓口鎮に位置している。中華人民共和国国家級風景名勝区（1994年認定）のほか、中国の定める観光等級AAAAA級に指定されている「渓口・滕頭旅遊景区」の一部である。仏教の名山であり、弥勒菩薩の聖地として有名な山である。これはこの地で修行した布袋和尚が弥勒菩薩の生まれ変わりと言われているためである。標高は800メートルで、中国四大仏教名山に雪竇山を+して五大名山ということがある。
寧波市街地から約20キロ離れた場所にあり、見どころは千丈岩・雪竇瀧・雪竇寺・蔣介石の故居などになる。特に蔣介石の生家があることで世界的には有名である。山の中腹にある雪竇寺（せっちょうじ）は禅宗のお寺であり、唐朝時代からの古刹で、日本の曹洞宗と交流がある。雪竇寺のとなりには大きな弥勒菩薩の大仏があり、遠くからでも見ることができ、弥勒菩薩の聖地であることがうかがえる。また明時代の儒学者であった王陽明がこの地を訪れた際に雪竇山という詩を残していっている。

## 外部サイト
- 雪竇山佛教